# Sueño de amor (série télévisée, 2016)
Sueño de amor est une telenovela mexicaine diffusée du 22 février au 21 août 2016 sur Canal de las Estrellas,.

## Synopsis
Esperanza Guerrero est une mère célibataire qui élève seule ses deux enfants adolescents, Pedro et Patricia. Elle travaille comme professeur dans une école prestigieuse. Ricardo Alegría, un homme marié et père de deux jeunes enfants, travaille comme agent d'Interpol à Los Angelès. Dans le but de capturer un lamentable voleur de bijoux surnommé «La Sombra», il infiltre l'école privée où Esperanza est employée. Il se cache sous l'identité de l'enseignant du fils du criminel. Esperanza et Ricardo sont réunis après une séparation de vingt ans et luttent pour leur amour.

## Distribution

### Rôles principaux
- Cristian de la Fuente : Ricardo Alegría Sandoval[3]
- Betty Monroe : Esperanza Guerrero Díaz[4]
- Julián Gil : Ernesto de la Colina[5]
- Sabine Moussier : Tracy Kidman de Alegría[6]
- Renata Notni : Patricia Guerrero Díaz, dite Pato[7]
- Carmen Salinas : Margarita Manzanares Vda. de Fierro[8]
- Santiago Ramundo : Luca de la Colina Conde[9]
- Marjorie de Sousa : Cristina Vélez Valderrama[10]

### Rôles secondaires
- Lola Merino : Viviana Conde[11]
- Osvaldo de León : Erasmo Gallo[12]
- Emilio Osorio : Kiko Gallo[13],[14]
- Rodrigo Vidal : Félix del Pozo[15]
- Polo Morín : Pedro Carmona Guerrero[16]
- Beatriz Morayra : Silvana Fierro[17]
- Marco Méndez : Oscar Torreblanca[18]
- Julio Mannino : Mario Kuri[19]
- Jesús Carús : Vicente Santillana
- Kya Shin : Triana Fonseca
- Fernanda Urdapilleta : Salma Kuri
- Paola Toyos : Edna
- Paul Stanley : Adán Tenorio[20]
- Gustavo Munguía : Nacho[21]
- TeSan Kang : Choi Pak
- María Andrea Araujo : Kristel Kuri Fierro
- Andrés Delgado : Adrián de la Colina[22]
- Dayren Chávez : Estrella Gallo[23]
- Christian Vega : Virgilio
- Isabella Tena : Selena Alegría Kidman
- María José Mariscal : Pamela[24]
- Juan José Origel : Gonzalo Santillana[25]
- Bea Ranero : Aranza Quiroga[26]
- Ginny Hoffman : Begoña Montoya de Contreras[27]
- Laura Vignatti : Anastasia Limantour[28]
- Claudia Marían : Bárbara Mayorga
- Kelchie Arizmendi : Felicia
- Raúl Buenfil : Cuauhtémoc[29]
- El Chapo de Sinaloa : Jerónimo Durán[30]
- Aida Pierce : Monserrat[31]
- Shira Casar : Shira Villaseñor[32]
- Jorge Van Rankin : Dionisio Tarragona[33]

## Diffusion internationale
- Mexique : Canal de las Estrellas (2016)
- États-Unis : Univision
- Argentine : Canal 9
- Venezuela : Venevisión
- Salvador : Canal 2
- République dominicaine : Telemicro
- Porto Rico Univision

## Nominations et récompenses

### Premios Juventud 2016
| Catégorie                       | Acteur                    | Résultat |
| ------------------------------- | ------------------------- | -------- |
| Meilleure musique de telenovela | Mi verdad Maná et Shakira | Nommé    |

### Premios TvyNovelas 2017
| Catégorie                  | Acteur                        | Résultat |
| -------------------------- | ----------------------------- | -------- |
| Meilleure antagoniste      | Sabine Moussier               | Nommée   |
| Meilleur antagoniste       | Julián Gil                    | Nommé    |
| Meilleure actrice juvénile | Renata Notni                  | Gagnante |
| Meilleur acteur juvénile   | Polo Morín                    | Gagnant  |
| Meilleur acteur Révélation | Santiago Ramundo              | Nommé    |
| Meilleure musique          | "Mi verdad" (Maná et Shakira) | Nommés   |